# Palác arcivévody Karla Ludvíka
Palác arcivévody Karla Ludvíka (německy Palais Erzherzog Carl Ludwig) se nachází ve 4. vídeňském městském okrese Wieden, na Favoritenstraße číslo 7.

## Dějiny

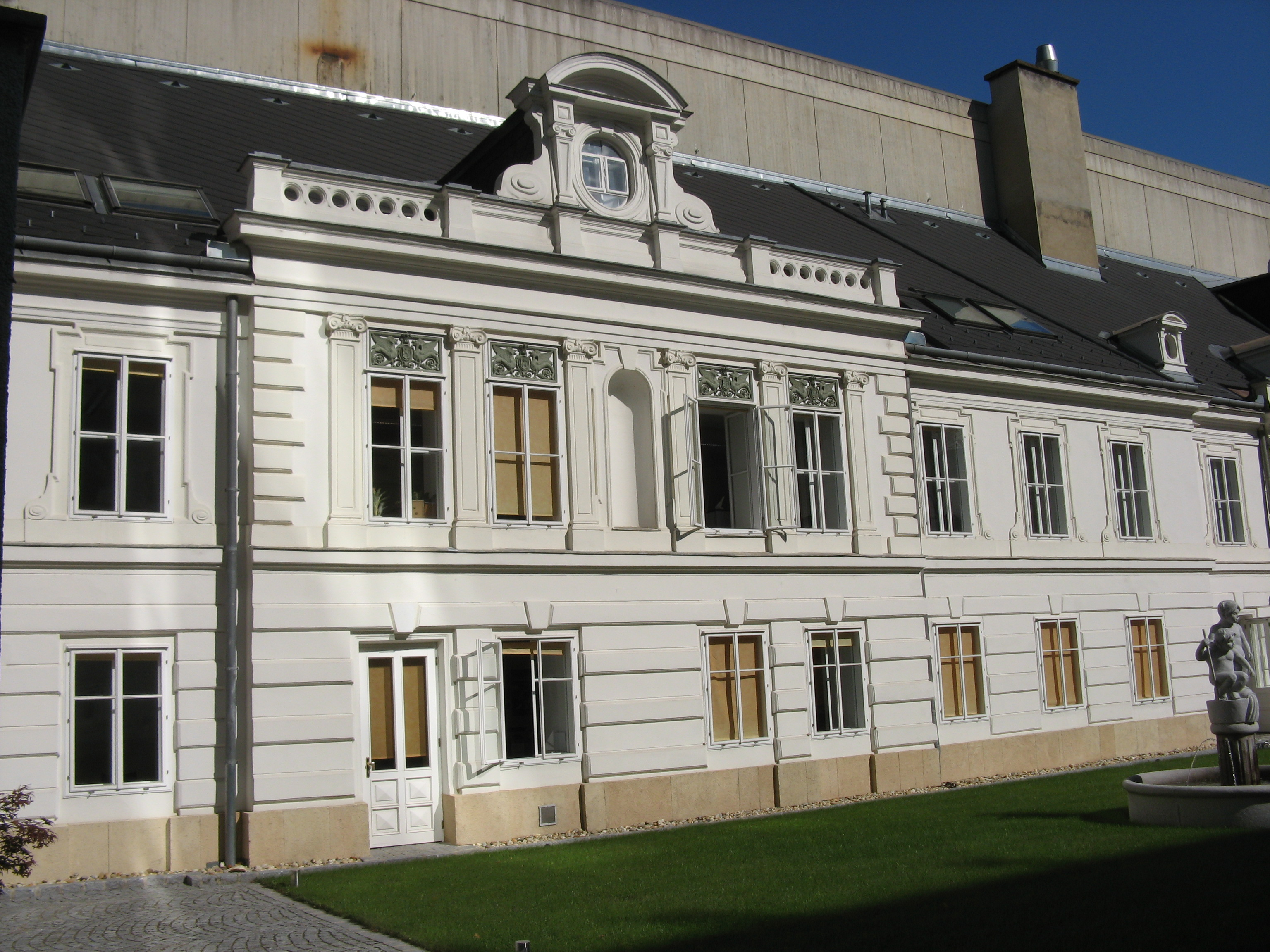
Vedlejší křídlo paláce arcivévody Karla Ludvíka

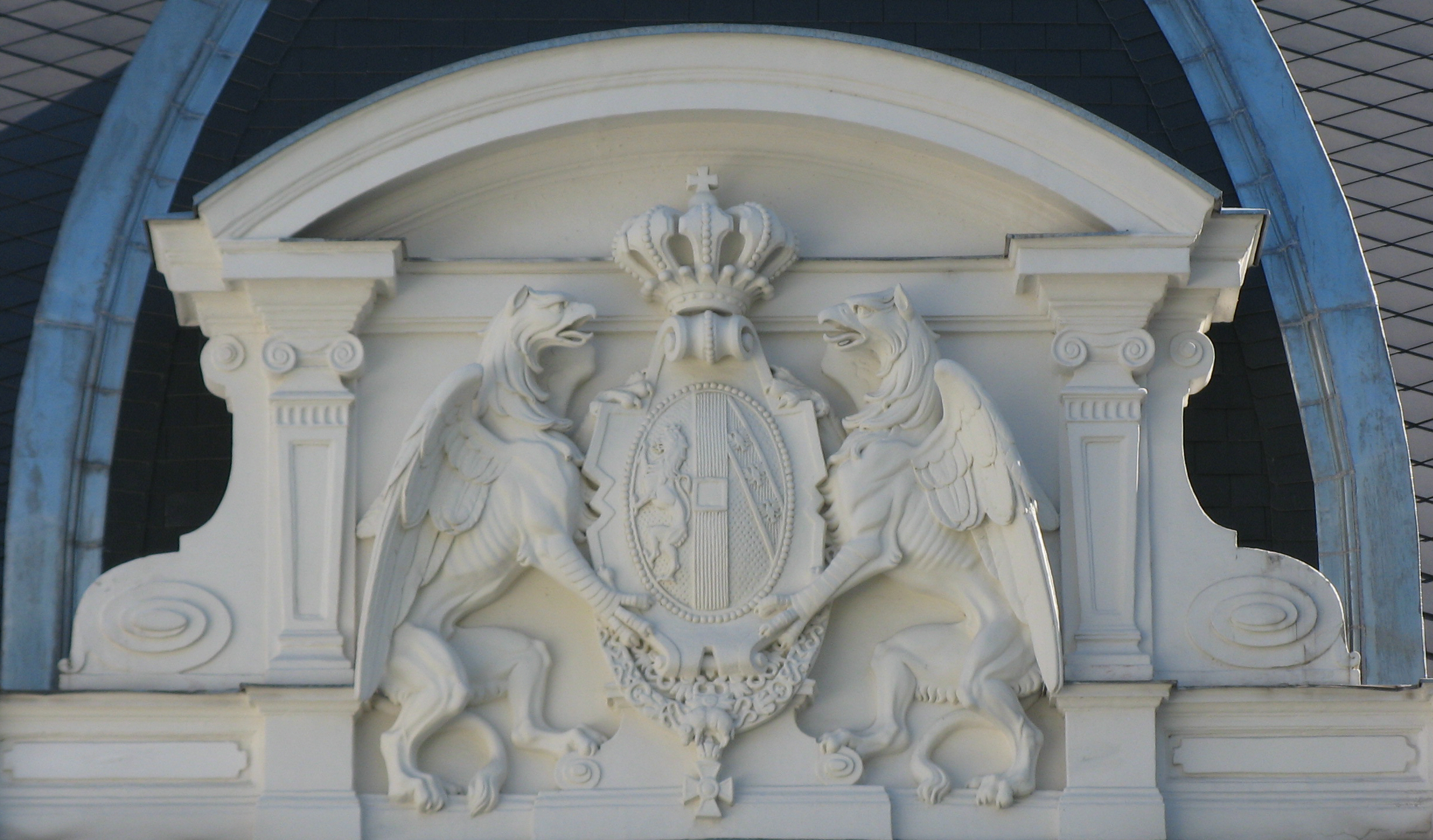
Habsbursko-lotrinský erb na paláci arcivévody Karla Ludvíka

Roku 1780 si František svobodný pán z Prandau nechal vystavět barokní zámek od Adalberta Hilda. V roce 1799 architekt Franz Wipplinger budovu rozšířil o dvě postranní křídla, čímž vznikl čestný dvůr, který je zároveň dotvářen uličním křídlem. Roku 1864 bylo uliční křídlo zvýšeno o jedno podlaží a zřízeny stáje.
Roku 1865 palác zakoupil arcivévoda Karel Ludvík a nechal jej nově přebudovat v letech 1872–73 podle návrhu Heinricha Ferstla pod vedením stavitele Eduarda Frauenfelda.
Za druhé světové války bylo uliční křídlo paláce zničeno a po válce strženo úplně a nahrazeno moderní stavbou.

## Popis
Fasáda příčného křídla směrem do dvora je členěna rovným středovým risalitem. V suterénu rizalitu se nachází vestibul s předsunutou balustrádou. Lomenice ve stvaru oblouku s habsbursko-lotrinským erbem korunuje středový rizalit. Vysoká střešní část strukturována atikou parapetním zábradlím s putti a na postranních křídlech ještě se střešními okny. Všechna křídla jsou opatřena pruhovanou suterénní částí s pravoúhlými okny z vápence. Okna v piano nobile mají rovné zastřešení oken, vyjma okna ve středové ose, jehož stříška má podobou segmentového oblouku, vrstvených spádových ploch a prostého zdobení v parapety.
Také zahradní část paláce charakterizuje středový risalit s balkonem, avšak spíše prostým zdobením. Balkonová místnost uvnitř je osazena dřevěným stropem v novorenesančním slohu. Velký sál je opatřen stucco-lustrovou technikou a krásným zrcadlovým stropem se štukováním ve stylu období kolem roku 1700. V klíncích se nacházejí alegorie čtyř živlů, putti ve středových dílech a ležící ženské postavy v oválných polích.